# St. Nikolaus (Altfraunhofen)

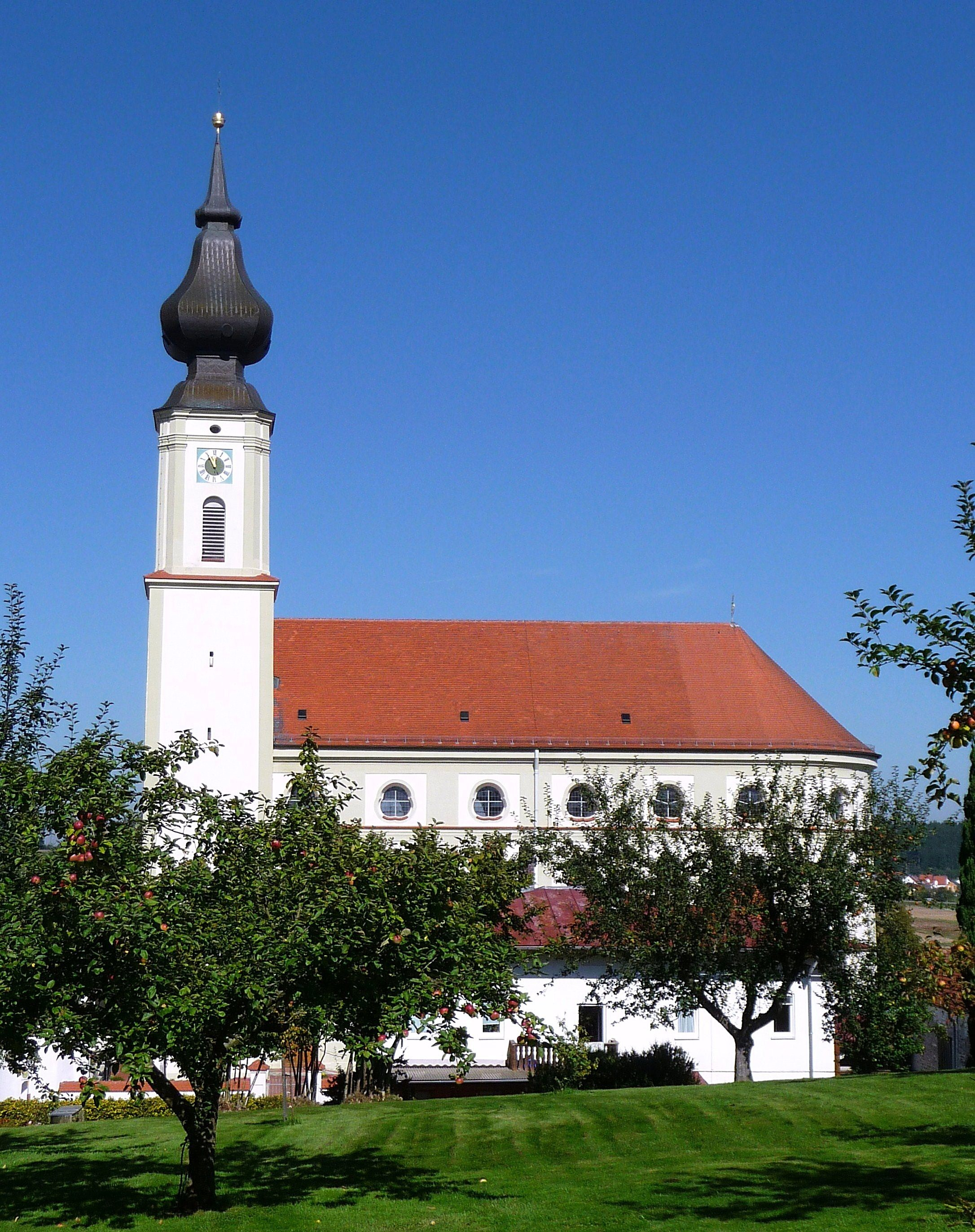
Außenansicht der Pfarrkirche Altfraunhofen

Die Pfarrkirche St. Nikolaus ist eine römisch-katholische Kirche in Altfraunhofen, zehn Kilometer südlich von Landshut. Sie ist ein bedeutendes Beispiel des Frühklassizismus in Deutschland, hat aber auch Merkmale des ausklingenden Rokoko. Die weithin sichtbare Kirche wird wegen ihrer Größe auch „Dom des Kleinen Vilstales“ genannt und ist Nikolaus von Myra geweiht.

## Geschichte
Die mittelalterliche Vorgängerkirche brannte nach einem Blitzschlag in der Nacht zum 2. Februar 1791 innerhalb 33 Stunden nahezu vollständig ab. In einer überlieferten Rettungsaktion konnten Teile der Ausstattung in Sicherheit gebracht werden. Vor allem aufgrund der Großzügigkeit des Territorialherrn Adam Seifried Reichsfreiherrn von Fraunhofen wurde gleich mit dem Wiederaufbau begonnen.
Der Landshuter Stadtmaurermeister Johann Thaddäus Leitner und der Zimmerermeister Simon Kaltenbacher aus Geisenhausen stellten den Kirchenbau unter Einbeziehung des älteren Turms 1791 fertig. In einer schwierigen Zeit, zwei Jahre nach der Französischen Revolution, ein Jahrzehnt vor der Säkularisation in Bayern und gegen das kurfürstliche Verbot von Kirchenerneuerungen und insbesondere barock prachtvoller Ausstattungen entstand eine große schlichte Saalkirche.
In den folgenden Jahren wurde nach und nach die Ausstattung der Kirche erneuert. Dafür konnte Freiherr von Fraunhofen unter anderem zwei bedeutende Münchner Künstler gewinnen, den kurfürstlichen Hofmaler und späteren Akademieprofessor Andreas Seidl für die Deckenfresken und die Altarblätter sowie den Hofstuckateur Franz Xaver Feuchtmayer d. J. für die Stuckmarmor- und Bildhauerarbeiten an den fünf Altären. Bis 1794 waren deren Arbeiten abgeschlossen. Auch Werke des Landshuter Bildhauers Christian Jorhan d. Ä. finden sich in der Kirche. 1799 wurde eine Orgel eingebaut die Kirchenportale im Jahr 1801 – das Orgelgehäuse und die Kirchentüren bestehen noch heute.
Eine erste größere Außen- und Innenrenovierung wurde in den Jahren 1873 und 1874 durchgeführt. Dabei setzte man Fenster aus farbigem Glas ein, die 1947 wieder gegen klare Fenster ausgetauscht wurden. Nachdem im Jahr 1900 ein neuer Tabernakel für den Choraltar angeschafft wurde, erfolgte zwischen 1901 und 1904 erneut eine umfassende Außen- und Innenrenovierung mit Ausmalung der Raumschale. 1913 entstand das neobarocke Gemälde „Maria mit Kind“, das sich außen auf der Nordseite des Turmes befindet. Ein Jahr später wurde durch Leopold Nenninger in das Gehäuse von 1799 ein neues Orgelwerk eingebaut.
Nachdem 1958 ein erstes elektrisches Läutewerk installiert wurde, das bereits zehn Jahre später erneuert werden musste, versteifte man 1959 den hölzernen Glockenstuhl durch Stahleinbauten. 1971 wurden die Außenfassade erneuert und das Turmfundament verstärkt. Bereits im Jahr 1988 war eine erneute Außenrenovierung mit Entfeuchtung des Mauerwerks und statischer Sicherung des Chorbogens fällig. Eine umfangreiche Inneninstandsetzung, die den Auftakt einer Reihe an Maßnahmen in den folgenden Jahren bilden soll, wurde 2017 durchgeführt.

## Architektur

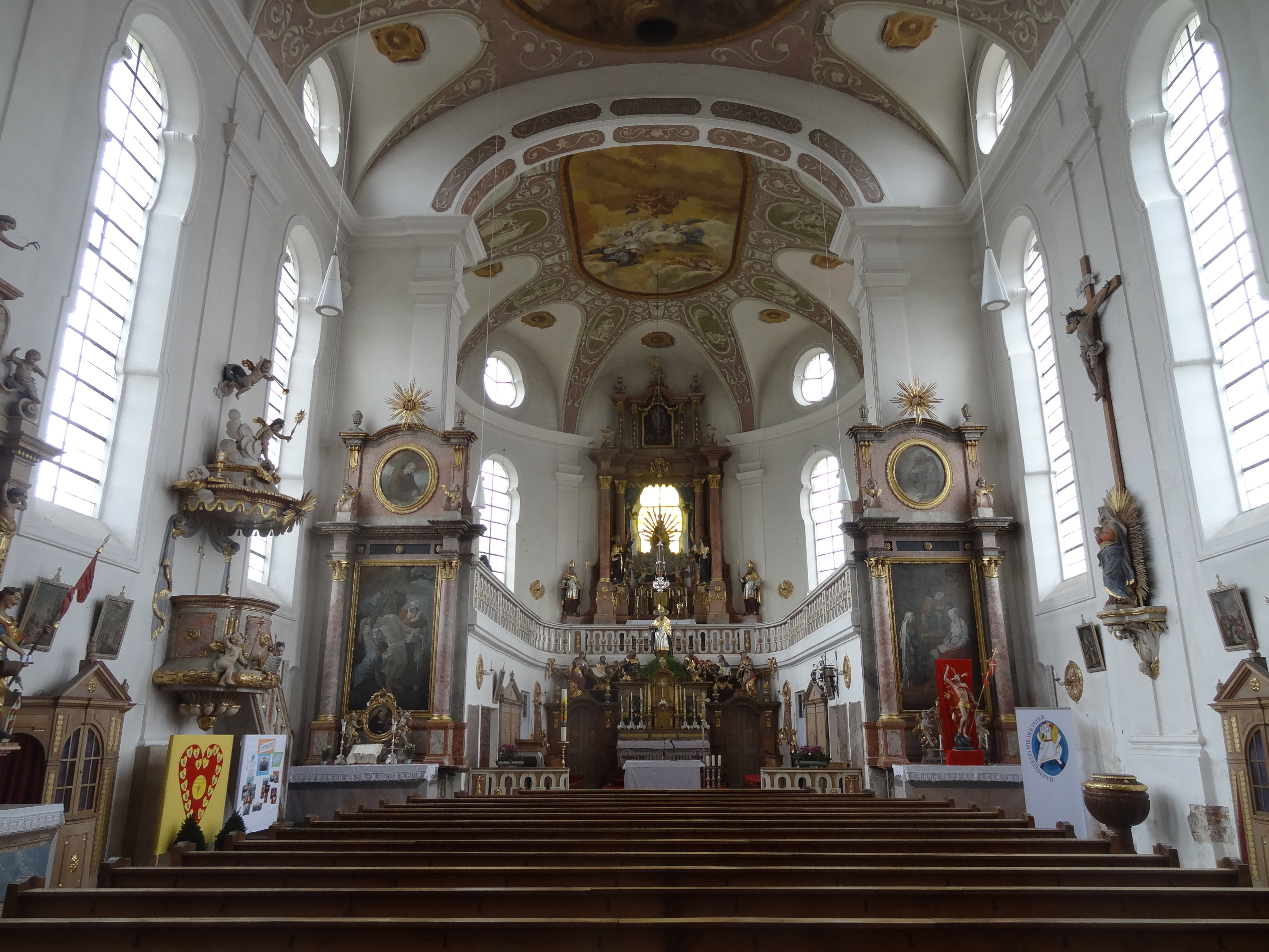
Innenansicht der Pfarrkirche Altfraunhofen

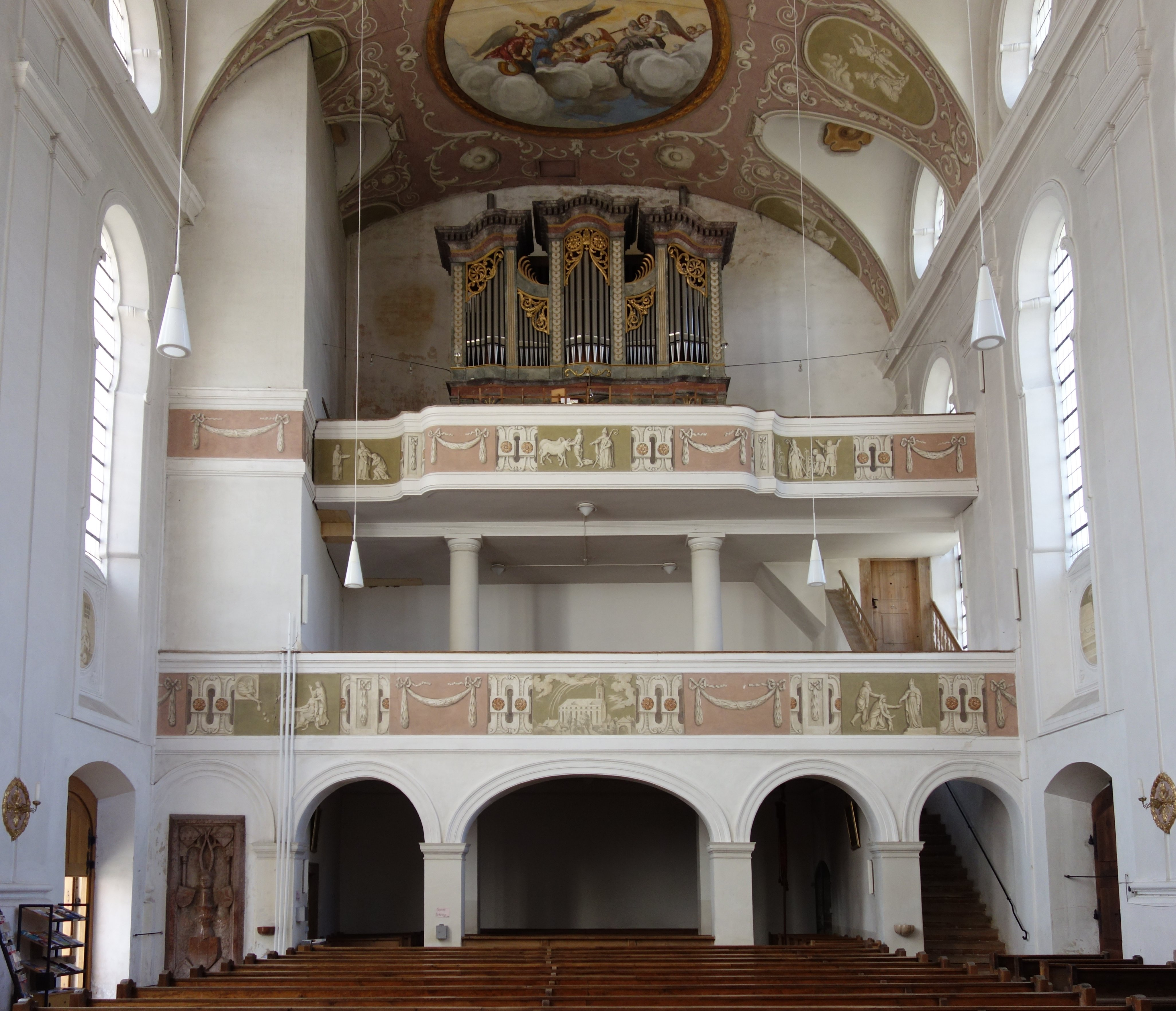
Blick zur Doppelempore

Der monumentale Baukörper ist äußerlich schlicht und folgt damit den Vorstellungen des Klassizismus. So geht das Langhaus direkt in den halbrund geschlossenen Chor über. Die Außenseite des Kirchenbaues ist durch Doppellisenen und hohe Rundbogenfenster gegliedert, über denen sich dreipassförmige Ochsenaugen befinden. Die Umrissgestaltung der Fenster gehört formal noch dem Rokoko an und verweist auf die im benachbarten Erdinger Land tätigen Baumeister Anton Kogler und Johann Baptist Lethner. 
Der südwestliche Turm ist im Grundriss um wenige Grad zum Kirchenbaukörper gedreht, weil der mittelalterliche Restbestand der ausgebrannten Kirche genutzt wurde. Dieses quadratische Turmuntergeschoss, das durch aufgemalte Ecklisenen gegliedert wird, ist die älteste noch erhaltene Bausubstanz der Kirche. Oberhalb eines umlaufenden Gesimses geht es in den neueren Glockenstuhlbereich über, der an den Ecken mit Pilastern versehen ist. Den oberen Abschluss bildet eine birnenförmige Haube des Landshuter Hofzimmerermeisters Joseph Stuber, die auf das ausklingende Rokoko verweist.
Die nach Osten ausgerichtete Kirche besteht aus einem fünfjochigen Langhaus, wobei die Jochtrennung im Innenraum durch Doppel-Pilaster erfolgt. Während der Chor äußerlich nicht vom Kirchenschiff abgesetzt ist, ist im Innenraum eine U-förmige Mauer eingezogen; dazwischen ist die Sakristei untergebracht.
Diese Konstruktion aus zwei U-förmigen Ringmauern ist im Kirchenbau einmalig und stellt den besonderen architektonischen Wert der Pfarrkirche heraus. Oberhalb der Sakristei befindet sich ein Galerieumgang, der auch den oberen Altar, den sogenannten Bruderschaftsaltar Maria vom Trost, beherbergt. 
Im westlichen Eingangsbereich ist eine Doppelempore eingezogen, die die gesamte zur Verfügung stehende Breite einnimmt und an den Turm angebaut ist, der in das Kirchenschiff ragt.
Bei der Deckenkonstruktion handelt es sich um ein flaches segmentbogiges Tonnengewölbe mit rund einschneidenden Stichkappen. Das Gewölbe wird von einer Holzlattenkonstruktion getragen, die an der Unterseite verputzt und am darüber liegenden Dachstuhl aufgehängt ist. Diese wählte man wohl aufgrund der kurzen Bauzeit und der geringen Stabilität der hohen Außenmauern, die nur durch flache Wandpfeiler verstärkt werden.

## Ausstattung

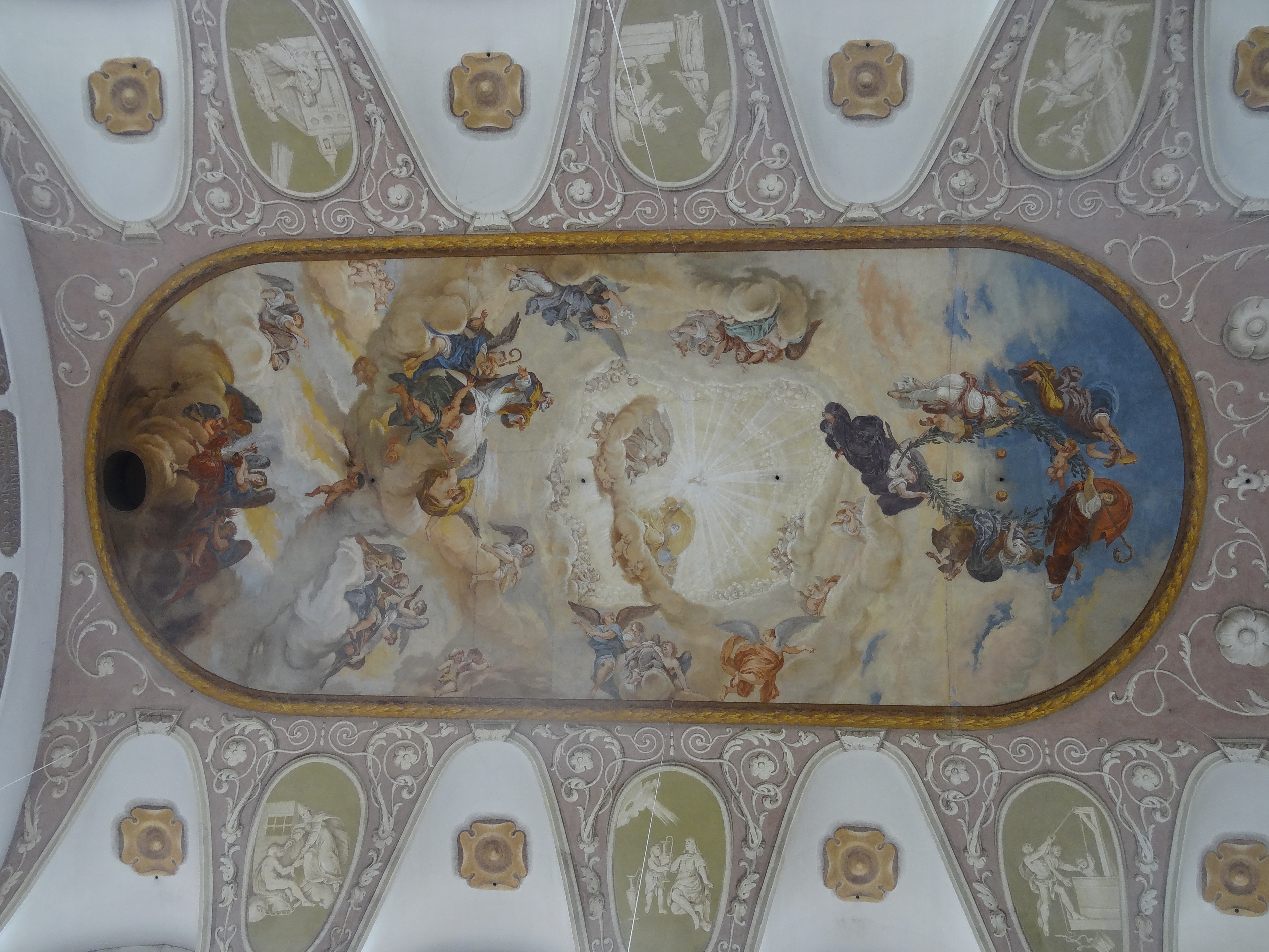
Deckenfresko der Aufnahme des hl. Nikolaus in den Himmel von Andreas Seidl im Langhaus (um 1793), außen Zwickelbilder mit Wundertaten des hl. Nikolaus

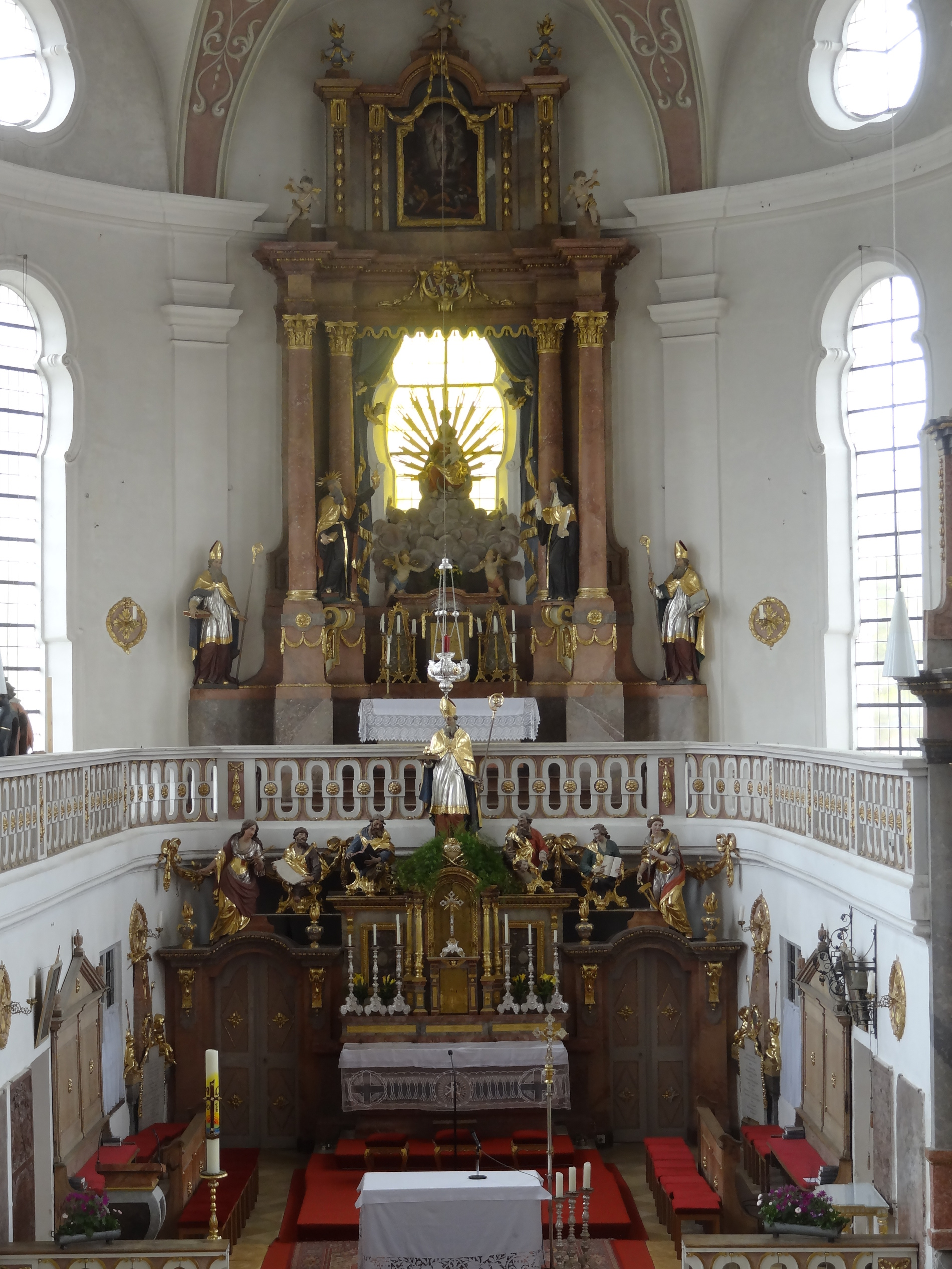
Blick in den Altarraum

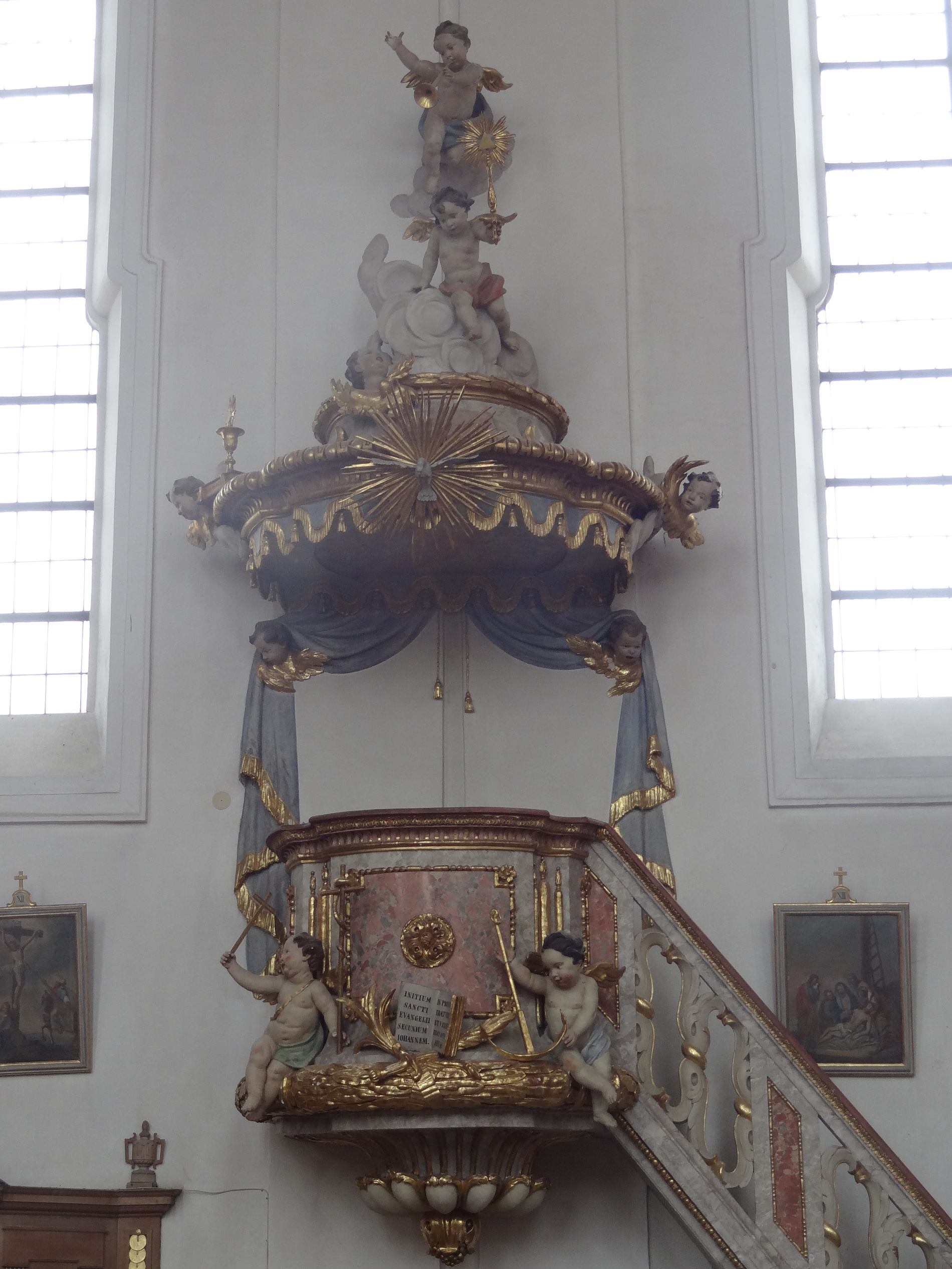
Kanzel

### Fresken
Die gesamte Ausmalung des Kirchenraumes wurde von dem Münchner Hofmaler Andreas Seidl in der Zeit um 1793 geschaffen. Besonders eindrucksvoll sind die drei großen Deckenfresken im Altarraum, im Langhaus und oberhalb der Orgelempore. Während die Gemälde farbenprächtig, aber zurückhaltender als im Rokoko gestaltet sind, verweisen die schlichten Rahmen aus Geraden und Kreissegmenten schon auf den Klassizismus. 
Im Chorfresko sind zahlreiche Engel zu sehen, die die Eucharistie verehren. Dieses war ursprünglich als Monstranz mit Hostie versinnbildlicht, wurde jedoch bei einer Renovierung um 1960 unerklärlicherweise mit einer braunen Wolke übermalt. An der Langhausdecke ist ein figurenreiches Fresko von der Aufnahme des Kirchenpatrons Nikolaus von Myra in den Himmel. Am unteren Bildrand sieht man den Bischof, der von Engeln in den Himmel geleitet wird. Dort empfängt ihn die in der Bildmitte dargestellte Dreifaltigkeit. In der oberen Bildhälfte sieht man Genien mit Lorbeer, den Krummstab, die Mitra und drei Goldäpfel als typisches Attribut des Nikolaus von Myra. Das dritte Deckenfresko oberhalb der Orgel, welches von einem kreisrunden Rahmen umgeben ist, stellt ein Engelskonzert dar. Auch die als Grisaille auf grünem Hintergrund ausgeführten Zwickelbilder stammen von Andreas Seidl. Hier sind etliche Wundertaten des Nikolaus von Myra dargestellt.

### Altäre
Andreas Seidl schuf auch die Altarblätter der vier Nebenaltäre. Das große Gemälde am rechten Chorbogenaltar, das die Anna mit Maria und Joachim darstellt, trägt die Signatur A. Seidl invenit et pinxit a. 1793. Das Oberbild desselben Altares zeigt den Franz von Assisi. Sein linkes Pendant enthält ein künstlerisch beeindruckendes Hauptbild vom Martyrium des Sebastian, im Auszug ist der Antonius dargestellt. Außerdem befinden sich zwei Nebenaltäre an den Seitenwänden des Langhauses. Der Altar auf der südlichen (rechten) Seite ist dem Nikolaus von Tolentino geweiht, auf der nördlichen Seite sind im Hauptbild der Thomas von Villanova und im Auszug Klara von Assisi zu sehen. 
Die Altaraufbauten fertigte der Münchner Hofstuckateur Franz Xaver Feuchtmayer. Seine Stuckmarmor-Altäre zeigen lineare Formen und erinnern damit eher an frühbarocke Werke als an den Rokokostil. Sie werden von seitlichen Heiligenfiguren des berühmten Landshuter Bildhauers Christian Jorhan d. Ä. belebt, die zu den Spitzenwerken des bayerischen Spätrokoko zählen. So finden sich am linken Chorbogenaltar Laurentius und Johannes der Märtyrer, am rechten Chorbogenaltar Leonhard und Franz Xaver, am linken Langhausaltar Rochus und Florian sowie am rechten Langhausaltar Josef und Joachim. Möglicherweise wurden jedoch die Figuren der beiden südlichen (rechten) Altäre vertauscht.
Im Chorraum befinden sich zwei weitere Altäre. Der untere Choraltar enthält den Tabernakel. Darauf thront eine Barockfigur des Kirchenpatrons Nikolaus von Myra, die 1727 von einem Landshuter Bildhauer aus der Familie Hiernle geschnitzt wurde. Seitlich sind zwei weitere Figuren der Heiligen Magdalena und Katharina zu sehen, die ebenfalls von Hiernle stammen dürften. Außerdem sind Jorhan-Figuren der vier Evangelisten zu sehen, deren Torso aus einer mächtigen Rocaille-Konsole entwächst. 
Der obere Choraltar, der Bruderschaftsaltar, enthält ein spätgotisches Gnadenbild der Mutter Gottes mit dem Jesuskind, das von einem Strahlenkranz umgeben ist. Die Plastik wird von dem Apsisfenster beleuchtet. Das Gnadenbild wird von zwei Säulenpaaren flankiert, die den Altarauszug stützen. Hier ist in den 1960er Jahren anstelle eines Strahlenkranzes ein kleines Gemälde des auferstandenen Christus eingesetzt worden. Des Weiteren sind hier Barockfiguren des Korbinian, des Kirchenvaters Augustinus, dessen Mutter Monika und des Bischofs Benno zu sehen.

### Übrige Ausstattung
Die runde Kanzel aus Stuckmarmor stammt ebenfalls von Feuchtmayer und ist dem Rokoko zuzuordnen. Sie ist mit Engelsfiguren und vergoldeten Gehängen reich geschmückt. 
Die klassizistischen Beichtstühle mit strengen Dreiecksgiebeln des Landshuter Schreiners Johann Nepomuk Stöcher sind erwähnenswert. Er fertigte 1794 auch das Chorgestühl. Die ebenfalls klassizistischen Wangen des Laiengestühls (1793) stammen von dem Veldener Schreiner Heinrich Hobmann, der Kreuzwegzyklus (1797) von Johann Michael Weidinger aus Vagen, die beiden Holzportale (1801) von dem Obergangkofener Schreiner Joseph Poldinger. Im Innenraum befinden sich Grabdenkmäler des Adelsgeschlechts der Fraunhofer. Neben den aufwändigen Gedenksteinen für den Stifter und seine Gattin an den Seitenwänden des Langhauses gibt es ein spätgotisches Rotmarmor-Epitaph für Teseres, Caspar, Hans und Heinrich Fraunhofer sowie ein weiterer Familiengrabstein der Fraunhofer von Anfang des 16. Jahrhunderts.

### Orgel
Die auf der oberen Empore befindliche Orgel wurde 1914 von Leopold Nenninger und Albert Moser aus München erbaut. Es hat 21 Register auf zwei Manualen und Pedal. Die Disposition lautet wie folgt:
| I Manual C–g3 |           |     |
| 1.            | Bourdon   | 16′ |
| 2.            | Principal | 8′  |
| 3.            | Soloflöte | 8′  |
| 4.            | Dulciana  | 8′  |
| 5.            | Gamba     | 8′  |
| 6.            | Octav     | 4′  |
| 7.            | Mixtur IV | 2′  |

| II Manual C–g3 |                |        |
| 8.             | Hornprincipal  | 8′     |
| 9.             | Gedackt        | 8′     |
| 10.            | Aeoline        | 8′     |
| 11.            | Voix celeste   | 8′     |
| 12.            | Orchesterflöte | 4′     |
| 13.            | Piccolo        | 2′     |
| 14.            | Quintflöte     | 2 ⁄3′  |
| 15.            | Terzflöte      | 1 3⁄5′ |
| 16.            | Septime        | 1 ⁄7′  |
| 17.            | Trompete       | 8′     |
|                | Tremulant      |        |

| Pedal C–f1 |              |     |
| 17.        | Violon       | 16′ |
| 18.        | Subbaß       | 16′ |
| 19.        | Stillgedeckt | 16′ |
| 20.        | Octavbaß     | 8′  |
| 21.        | Posaune      | 16′ |

- Koppeln: II/I, II/P, I/P, Super II/I, Sub II/I

Der fünfteilige Prospekt stammt noch von einer einmanualigen Orgel mit zwölf Registern, die Joseph Schweinacher im Jahr 1799 gebaut hatte, und weist sowohl spätbarocke wie auch frühklassizistische Merkmale auf.